# Lobopola oraea
Lobopola oraea är en fjärilsart som beskrevs av Druce 1893. Lobopola oraea ingår i släktet Lobopola och familjen mätare. Inga underarter finns listade i Catalogue of Life.